# 木村晶子
木村 晶子（きむら あきこ）は、日本の英文学者。専門は19世紀イギリス小説。早稲田大学教育・総合科学学術院教授。日本ギャスケル協会会長。

## 人物・経歴
東京都出身。早稲田大学第一文学部を経て、お茶の水女子大学大学院博士課程満期退学後、2016年名古屋大学大学院国際言語文化研究科国際多元文化専攻博士課程修了、博士（文学）。早稲田大学教育・総合科学学術院教授を務め、2018年から日本ギャスケル協会会長。専門は19世紀イギリス小説。

## 著作

### 編集
- 『メアリー・シェリー研究 : 『フランケンシュタイン』作家の全体像』（鳳書房） 2009年

### 翻訳
- 『Glorious cats : すてきなネコたち』（ヘレン・エクスレイ編、三修社） 1999年
- 『In praise and celebration of love : 愛するひとに贈る絵・ことば』（ヘレン・エクスレイ編、三修社） 1999年
- 『A special collection in praise of mothers : 愛する母に贈る絵・ことば』（ヘレン・エクスレイ編、三修社） 2000年
- 『In praise and celebration of friendship : 大好きな友に贈る絵・ことば』（ヘレン・エクスレイ編、三修社） 2000年
- 『In praise and celebration of daughters : かわいい娘に贈る絵・ことば』（ヘレン・エクスレイ編、三修社） 2000年
- 『In praise and celebration of sisters : いとしい姉妹の絵・ことば』（ヘレン・エクスレイ編、三修社） 2000年

## テレビ
- ダークサイド・ミステリー『フランケンシュタインとメアリー・シェリー』NHK BS 2022年